# Tony Bechara
Tony Bechara (San Juan, 1942 - 23 de abril de 2025) fue un artista visual y pintor puertorriqueño, residente en Nueva York.

## Trayectoria artística
Estudió Derecho en Georgetown y relaciones internacionales en la Sorbona y en Nueva York. Fue becado por la National Endowment for the Arts. Miembro del patronato del Museo del Barrio, fue un estrecho amigo de Carmen Herrera.
Ha expuesto de manera individual y colectiva en salas y museos de gran prestigio, dentro y fuera de Estados Unidos: por ejemplo, el Sheldon Museum of Art ha destacado parte de su pasada obra. La obra de Tony Bechara se ha presentado en subastas en numerosas ocasiones, con precios reconocidos que van desde los 40 USD hasta los 17 500 USD, dependiendo del tamaño y la mecánica de la obra. Desde 2008, el precio récord de este artista en subasta fue de 17 500 USD el 5 de mayo, vendido en Christie's (Nueva York, 2013). 
Tony Bechara ha aparecido en artículos de ArtDaily. Entre otros: "¡Felicidades Carmen Herrera!", que elogia a una persona extraordinaria, escrito para Hyperallergic en mayo de 2020.
Fue profesor en la Universidad de Rutgers y patrono de la Academia de Música de Brooklyn.